# Concerto grosso
Concerto grosso (italienska ’stor konsert’) är en typ av flersatsigt musikverk som utvecklades i Italien under barocken, under påverkan av Venedigskolan. Den ledde till utvecklingen av den moderna solokonserten.
Concerto grosson kännetecknas av att ett eller flera soloinstrument spelar mot en orkester. Denna solistiska grupp kan bestå av såväl sinsemellan besläktade musikinstrument, till exempel stråkinstrument, som av olika instrument. Växlingar sker även mellan olika tempon; som regel följer concerto grosso kyrkosonatens satsföljd av largo varvade med allegro. 
Som den första egentliga concerto grosso räknas Arcangelo Corellis verk (omkring 1680), men har föregångare hos Jean-Baptiste Lully. Kända concerti grossi är komponerade av Antonio Vivaldi, Francesco Geminiani, Händel och Bach. Omkring år 1750 blev symfonin i ropet och concerto grosso nyskrevs sällan; som blandform (concertante, serenader, divermenti) levde den dock kvar. Under 1900-talet återkom genren med verk av bland andra Ernest Bloch, Heinrich Kaminski och Alfred Schnittke.